# Orowaiti Lagoon
Die Orowaiti Lagoon ist eine Lagune in der Region West Coast auf der Südinsel von Neuseeland.

## Geographie
Die Orowaiti Lagoon befindet sich rund 1,5 km östlich des Stadtzentrums von Westport und umfasst eine Fläche von rund 1,85 km². Sie wird durch den Orowaiti River gespeist und findet ihren Anfang östlich des Stadtgebietes von Westport und nördlich der Stephen Road, die etwas weiter östlich auf den New Zealand State Highway 67 trifft und dort endet. Auch verläuft dort parallel zur Stephen Road die Eisenbahnstrecke der Stillwater - Ngākawau Line. Von dort dehnt sich die Lagune nach Norden aus, um rund 500 m hinter der Brücke des State Highway 67 nach Osten abzuknicken bis zur Mündung in die Tasmansee.